# Пегов, Валентин Иванович
Валенти́н Ива́нович Пе́гов (род. 4 мая 1941) — советский и российский учёный, математик, инженер, участник создания стратегических ракетных комплексов подводных лодок ВМФ СССР и ВМФ России (Государственный ракетный центр имени академика В. П. Макеева). Доктор технических наук (1991), профессор Южно-Уральского государственного университета (1995). Награждён орденом «Знак Почёта» (1977), медалями.

## Биография
Родился 4 мая 1941 года в селе Староюгино Каргасокского района (на территории современной Томской области). В 1965 году окончил механико-математический факультет Томского государственного университета по специальности «механика», в 1972 году — аспирантуру в ЦАГИ.
С 1965 года работал в городе Миасс Челябинской области в СКБ № 385 (КБ машиностроения, ФГУП «Государственный ракетный центр „КБ им. академика В. П. Макеева“»): инженер, начальник группы, начальник сектора, главный научный сотрудник (с 1992).
Кандидат физико-математических наук (1977; диссертация защищена в ЦАГИ), доктор технических наук (1991; защита в ЦАГИ).
Участник разработки второго и третьего поколений стратегических морских комплексов с ракетами Р-27, Р-27К, Р-29, Р-29Р, Р-29РМ, Р-29РМ2, Р-39 и их модификаций. Руководит направлением работ по определению гидродинамических и газодинамических нагрузок при старте и движении ракеты на подводном участке траектории. Занимается проблемами минимизации гидрогазодинамических воздействий и улучшением характеристик ракет. Внёс существенный вклад в разработку способов способов старта изделий. С его участием созданы гидродинамические установки экспериментальной базы ГРЦ имени академика В. П. Макеева, проведены широкие экспериментальные исследования  гидрогазодинамики подводного старта ракет в лабораторных и натуральных условиях.
С 1983 – работа (по совместительству) на кафедре "Летательные аппараты и автоматические установки" аэрокосмического факультета Южно-Уральского государственного университета: старший преподаватель, доцент, профессор.
Учёное звание профессор (1995). Подготовил двух кандидатов и одного доктора технических наук.
Ведущий научный сотрудник отдела фундаментальных проблем аэрокосмических технологий Челябинского научного центра УрО РАН (город Миасс Челябинской области).
Под научным руководством В. И. Пегова разработан экологический программный комплекс «Среда», внедрённый в экологический мониторинг городов Златоуста и Нижнего Тагила.
Действительный член РАЕН (1997). Член Петровской академии наук и искусств (1988).
Автор свыше 100 научных публикаций (в том числе трёх монографий) и 22 изобретений в области ракетно-космической техники, 9 из которых внедрены в созданные ГРЦ ракетные комплексы.

## Избранные труды

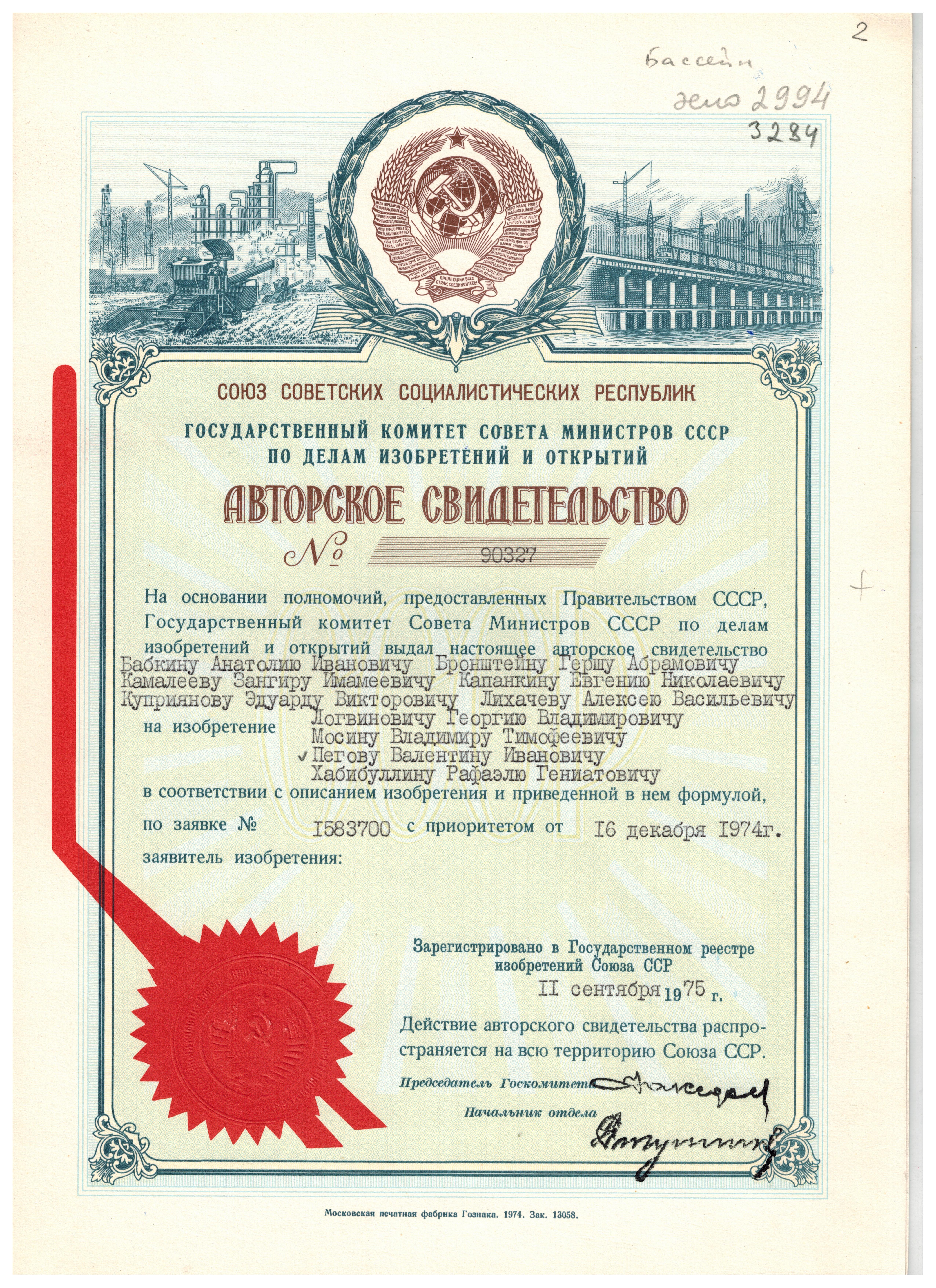
Авторское свидетельство
Пегова В. И. на изобретение
(в соавторстве), 11.09.1975

### Монографии
- Пегов В. И. Введение в аэродинамику ракет. — Челябинск: 1994.
- Дегтярь В. Г., Пегов В. И. Гидродинамика подводного старта ракет. — М.: Машиностроение-Полёт. 2009. — 448 с. — ISBN 978-5-217-03443-7

### Статьи
- Пегов В. И. Гидродинамика тел вращения // Ракетно-космическая техника. Сер. ХVII. — М.: 1982.
- Пегов В. И. Теоретические исследования присоединенных масс тела в газожидкостном потоке // Там же. Сер. ХIV. — М.: 1987.
- Пегов В. И. Анализ гидродинамических нагрузок при обтекании тел вращения // Там же. Сер. ХIV. М.: 1989.
- Пегов В. И., Тихонов Н. Н. Гидродинамика морских ракет // Баллистические ракеты подводных лодок России. Избранные статьи /Под общ ред. И. И. Величко. — Миасс: Государственный ракетный центр («КБ им. академика В. П. Макеева»). 1994. С. 115—122.
- Бабкин А. И., Пегов В. И. Методы расчета формы, образующейся в жидкости газовой полости // Проблемы проектирования неоднородных конструкций. — Миасс: Миасский научно-учебный центр. 1999. С. 157–162.
- Пегов В. И. (в коллективе авторов). Разработка программно-методического обеспечения гидродинамики и динамики подводных аппаратов // Вестник Концерна ПВО "Алмаз-Антей". 2015. № 1. С. 88-93.

### Депонированные рукописи
- Пегов В. И. (в соавторстве с Бабкиным А. И.) Депонированная рукопись № 5797 // ЦНТИ. «Поиск». Сер. Б. № 11 (59). 1972.

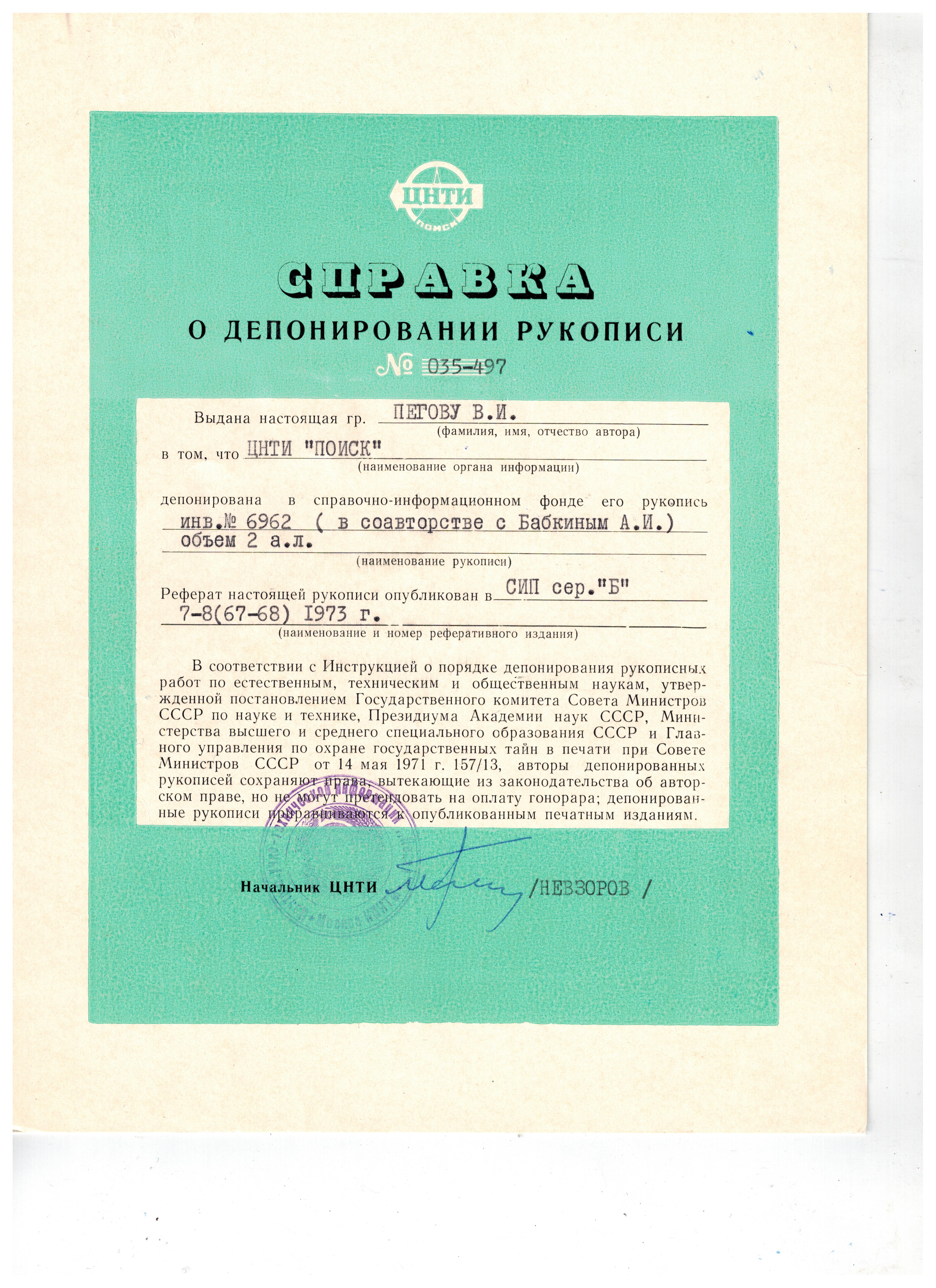
Свидетельство о депонировании рукописи Пегова В. И.
(в соавторстве с Бабкиным А. И.) ЦНТИ, 1973

- Пегов В. И. (в соавторстве с Бабкиным А. И.) Депонированная рукопись № 6962 // ЦНТИ. «Поиск». Сер. Б. № 7-8 (67-68). 1973.

## Награды и премии
- Медаль «За трудовое отличие» (1973)
- Орден «Знак Почёта» (1977)
- Медаль «Ветеран труда»
- Медаль имени академика В. П. Макеева Федерации космонавтики России
- Медаль имени академика М. В. Келдыша Федерации космонавтики России
- Премия имени В. П. Макеева